# Andriy Yarmolenko
Andriy Mykolaïovytch Yarmolenko (en ukrainien : Андрій Миколайович Ярмоленко), né le 23 octobre 1989 à Léningrad (URSS, aujourd'hui Saint-Pétersbourg en Russie), est un footballeur international ukrainien évoluant au poste d'ailier droit au Dynamo Kiev.

## Biographie
Andriy Yarmolenko est originaire de Léningrad, en Russie. Sa famille déménage en Ukraine, à Tchernihiv quand il a 3 ans.

### Carrière en club
Il évolue au Desna Tchernihiv jusqu'à l'âge de 13 ans, et intègre ensuite l'école de formation du Dynamo Kiev, en jouant pour le club junior du Lokomotiv-ONIKS. Cependant, il retourne à Chernihiv, ne répondant pas aux attentes physiques des entraînements du club de la capitale.

#### Dynamo Kiev (2008-2017)
Il fait son retour à Kiev en décembre 2006, en signant un contrat de cinq ans avec le Dynamo Kiev. Andriy fait alors ses armes avec la réserve du Dynamo Kiev. Son talent lui vaut d'être affublé du surnom de « nouveau Sheva », en référence à son compatriote Andriy Shevchenko. Le vice-président du Dynamo Yozhef Sabo déclare qu'il a toutes les capacités pour devenir un joueur de haut niveau.
Le 11 mai 2008, Yarmolenko fait ses débuts avec équipe première du Dynamo Kiev lors d'un match face au FC Vorskla Poltava. Il y inscrit notamment le but de la victoire 2-1.
Le 15 septembre 2009, il découvre la Ligue des champions à l'occasion d'un match opposant son équipe au Rubin Kazan. Le Dynamo s'impose 3-1, mais Andriy ne marque pas.
A deux reprises, il atteint avec le Dynamo les quarts de finale de la Ligue Europa. En 2011, son équipe s'incline face au Sporting Braga, puis en 2015, son équipe s'incline face à la Fiorentina.
En 2016, il atteint avec le Dynamo les huitièmes de finale de la Ligue des champions. En phase de poule, il inscrit deux buts, contre le Maccabi Tel-Aviv et le FC Porto. En huitièmes de finale, son équipe s'incline face au club anglais de Manchester City.
Avec le Dynamo, il se relève être un attaquant prolifique en championnat, inscrivant un total de 99 buts en première division ukrainienne, au cours de onze saisons.

#### Borussia Dortmund (2017-2018)
Yarmolenko rejoint le club allemand du Borussia Dortmund le 28 août 2017, pour un montant de 25 millions d'euros. Il signe un contrat de quatre ans.
Yarmolenko marque son premier but en faveur du Borussia le 13 septembre 2017, contre Tottenham Hotspur en Ligue des champions d'une belle frappe enroulée.

#### West Ham United (2018-2022)
Yarmolenko s'engage pour quatre ans avec West Ham le 11 juillet 2018, pour un transfert estimé à 20 millions d'euros.
Le 16 septembre 2018, il se met en évidence en étant l'auteur de ses deux premiers buts dans le championnat d'Angleterre, lors d'un déplacement sur la pelouse d'Everton (victoire 1-3).

### Carrière en sélection
Le 10 février 2009, il reçoit sa première sélection avec les espoirs, lors d'une rencontre amicale face à la Turquie (score : 2-2). Le 29 mai 2010, il inscrit son premier but avec les espoirs, contre Malte. Ce match gagné 0-3 rentre dans le cadre des éliminatoires de l'Euro espoirs 2011. Par la suite, le 24 mars 2011, il se met en évidence en étant l'auteur d'un doublé en amical face à l'Islande (victoire 3-2). Quelques semaines plus tard, en juin 2011, il participe à la phase finale du championnat d'Europe espoirs organisé au Danemark. Lors de cette compétition, il joue trois matchs. Avec un bilan d'un nul et deux défaites, l'Ukraine ne dépasse pas le premier tour du tournoi.
Le 5 septembre 2009, il reçoit sa première sélection en équipe d'Ukraine, lors du match Ukraine - Andorre au Stade Dynamo Lobanovski. Il contribue à la victoire 5-0 des siens en inscrivant le premier but du match.
Le 2 septembre 2011, face à l'Uruguay, il inscrit, après seulement 16 secondes de jeu, l'un des buts les plus rapides de l'histoire.
En juin 2012, il participe à l'Euro 2012 qui se déroule en Pologne et en Ukraine. Il joue trois matchs lors de ce tournoi. Il se met en évidence en délivrant une passe décisive contre la Suède, avec à la clé une victoire 2-1. Toutefois, avec un bilan d'une seule victoire et deux défaites, l'Ukraine ne dépasse pas le premier tour du tournoi.
Le 15 novembre 2014, il s'illustre en étant l'auteur d'un triplé face au Luxembourg. Ce match gagné 0-3 rentre dans le cadre des éliminatoires de l'Euro 2016.
En juin 2016, il participe pour la seconde fois au championnat d'Europe lors de l'Euro 2016, qui se déroule en France. Officiant comme titulaire, il joue trois matchs lors de ce tournoi. Le bilan de l'Ukraine s'avère catastrophique avec trois défaites en trois matchs, cinq buts encaissés, et aucun but marqué.
Le 2 septembre 2017, il est l'auteur d'un doublé face à la Turquie, lors des éliminatoires du mondial 2018. Il inscrit un nouveau doublé le 3 juin 2018, lors d'une rencontre amicale face à l'Albanie.
En juin 2021, il fait partie de la liste des 26 joueurs convoqués par Andriy Chevtchenko pour disputer l'Euro 2020. Il s'illustre dans cette compétition en marquant deux buts : face aux Pays-Bas et face à la Macédoine du Nord au premier tour. 
En mai 2024, il fait partie de la liste des 26 joueurs convoqués par Serhiy Rebrov en vue de l'Euro 2024. 

### Dynamo Kiev
En 2023, il a signé un contrat de deux ans avec le Dynamo Kiev, marquant un grand retour.

## Statistiques

### Statistiques détaillées
| Saison                | Club                  | Championnat           | Championnat | Championnat | Championnat | Coupe nationale | Coupe nationale | Coupe nationale | Coupe de la Ligue | Coupe de la Ligue | Coupe de la Ligue | Supercoupe | Supercoupe | Supercoupe | Compétition(s) continentale(s) | Compétition(s) continentale(s) | Compétition(s) continentale(s) | Compétition(s) continentale(s) | Ukraine | Ukraine | Ukraine | Total | Total | Total |
| Saison                | Club                  | Division              | M.          | B.          | P.d.        | M.              | B.              | P.d.            | M.                | B.                | P.d.              | M.         | B.         | P.d.       | Comp.                          | M.                             | B.                             | P.d.                           | M.      | B.      | P.d.    | M.    | B.    | P.d.  |
| 2006                  | Desna Chernihiv       | Persha Liha           | 9           | 4           | 0           | 1               | 0               | 0               | -                 | -                 | -                 | -          | -          | -          | -                              | -                              | -                              | -                              | -       | -       | -       | 10    | 4     | 0     |
| 2007-2008             | Dynamo Kiev           | Premyer Liha          | 1           | 1           | 0           | -               | -               | -               | -                 | -                 | -                 | -          | -          | -          | -                              | -                              | -                              | -                              | -       | -       | -       | 1     | 1     | 0     |
| 2008-2009             | Dynamo Kiev           | Premyer Liha          | 10          | 0           | 0           | 3               | 5               | 0               | -                 | -                 | -                 | 1          | 0          | 0          | -                              | -                              | -                              | -                              | -       | -       | -       | 14    | 5     | 0     |
| 2009-2010             | Dynamo Kiev           | Premyer Liha          | 28          | 7           | 4           | 2               | 0               | 0               | -                 | -                 | -                 | 1          | 0          | 0          | C1                             | 6                              | 0                              | 0                              | 7       | 2       | 0       | 44    | 9     | 4     |
| 2010-2011             | Dynamo Kiev           | Premyer Liha          | 26          | 11          | 5           | 5               | 1               | 0               | -                 | -                 | -                 | -          | -          | -          | C1+C3                          | 12+4                           | 3+1                            | 0+2                            | 4       | 1       | 0       | 51    | 17    | 7     |
| 2011-2012             | Dynamo Kiev           | Premyer Liha          | 28          | 12          | 6           | 1               | 1               | 0               | -                 | -                 | -                 | 1          | 0          | 1          | C1+C3                          | 2+8                            | 0                              | 0+1                            | 12      | 5       | 5       | 52    | 18    | 13    |
| 2012-2013             | Dynamo Kiev           | Premyer Liha          | 27          | 11          | 5           | 1               | 0               | 0               | -                 | -                 | -                 | -          | -          | -          | C1+C3                          | 10+2                           | 2+0                            | 2+0                            | 9       | 3       | 2       | 49    | 16    | 9     |
| 2013-2014             | Dynamo Kiev           | Premyer Liha          | 26          | 12          | 5           | 4               | 4               | 1               | -                 | -                 | -                 | -          | -          | -          | C3                             | 9                              | 5                              | 1                              | 8       | 4       | 3       | 47    | 25    | 10    |
| 2014-2015             | Dynamo Kiev           | Premyer Liha          | 26          | 14          | 13          | 5               | 1               | 1               | -                 | -                 | -                 | 1          | 0          | 0          | C3                             | 11                             | 4                              | 6                              | 9       | 4       | 2       | 52    | 23    | 22    |
| 2015-2016             | Dynamo Kiev           | Premyer Liha          | 23          | 13          | 6           | 3               | 4               | 3               | -                 | -                 | -                 | 1          | 0          | 0          | C1                             | 7                              | 2                              | 0                              | 13      | 6       | 0       | 47    | 25    | 9     |
| 2016-2017             | Dynamo Kiev           | Premyer Liha          | 28          | 15          | 7           | 3               | 3               | 0               | -                 | -                 | -                 | 0          | 0          | 0          | C1                             | 5                              | 1                              | 2                              | 6       | 4       | 2       | 42    | 23    | 11    |
| 2017-2018             | Dynamo Kiev           | Premyer Liha          | 5           | 3           | 1           | 0               | 0               | 0               | -                 | -                 | -                 | 1          | 0          | 0          | C1+C3                          | 2+2                            | 1+0                            | 1+1                            | 0       | 0       | 0       | 10    | 4     | 3     |
| Sous-total            | Sous-total            | Sous-total            | 228         | 99          | 52          | 27              | 19              | 5               | -                 | -                 | -                 | 6          | 0          | 1          | -                              | 80                             | 19                             | 16                             | 68      | 29      | 14      | 409   | 166   | 88    |
| 2017-2018             | Borussia Dortmund     | Bundesliga            | 18          | 3           | 2           | 2               | 2               | 0               | -                 | -                 | -                 | -          | -          | -          | C1                             | 6                              | 1                              | 1                              | 7       | 6       | 2       | 33    | 12    | 5     |
| 2018-2019             | West Ham United       | Premier League        | 9           | 2           | 0           | -               | -               | -               | 1                 | 0                 | 0                 | -          | -          | -          | -                              | -                              | -                              | -                              | 3       | 1       | 0       | 13    | 3     | 0     |
| 2019-2020             | West Ham United       | Premier League        | 23          | 5           | 1           | -               | -               | -               | -                 | -                 | -                 | -          | -          | -          | -                              | -                              | -                              | -                              | 6       | 1       | 1       | 29    | 6     | 2     |
| 2020-2021             | West Ham United       | Premier League        | 15          | 0           | 1           | 3               | 1               | 0               | 3                 | 2                 | 0                 | -          | -          | -          | -                              | -                              | -                              | -                              | 17      | 5       | 2       | 38    | 8     | 3     |
| 2021-2022             | West Ham United       | Premier League        | 19          | 1           | 0           | 2               | 0               | 0               | 3                 | 0                 | 0                 | -          | -          | -          | C3                             | 8                              | 2                              | 0                              | 7       | 2       | 0       | 39    | 5     | 0     |
| Sous-total            | Sous-total            | Sous-total            | 66          | 8           | 2           | 5               | 1               | 0               | 7                 | 2                 | 0                 | 0          | 0          | 0          | -                              | 8                              | 2                              | 0                              | 34      | 10      | 2       | 120   | 23    | 4     |
| 2022-2023             | Al-Aïn                | Pro League            | 23          | 11          | 4           | 5               | 0               | 0               | 4                 | 1                 | 0                 | 1          | 0          | 0          | -                              | -                              | -                              | -                              | 5       | 0       | 0       | 38    | 12    | 4     |
| Sous-total            | Sous-total            | Sous-total            | 23          | 11          | 4           | 5               | 0               | 0               | 4                 | 1                 | 0                 | 1          | 0          | 0          | -                              | 0                              | 0                              | 0                              | 5       | 0       | 0       | 38    | 12    | 4     |
| 2023-2024             | Dynamo Kiev           | Premyer Liha          | 17          | 8           | 3           | 1               | 0               | 0               | -                 | -                 | -                 | -          | -          | -          | C4                             | 2                              | 0                              | 0                              | 8       | 1       | 0       | 28    | 9     | 3     |
| 2024-2025             | Dynamo Kiev           | Premyer Liha          | 14          | 3           | 1           | 0               | 0               | 0               | -                 | -                 | -                 | -          | -          | -          | C1+C3                          | 6+3                            | 2+2                            | 0                              | 3       | 0       | 0       | 26    | 7     | 1     |
| Sous-total            | Sous-total            | Sous-total            | 31          | 11          | 4           | 1               | 0               | 0               | 0                 | 0                 | 0                 | 0          | 0          | 0          | -                              | 11                             | 4                              | 0                              | 11      | 1       | 0       | 54    | 16    | 4     |
| Total sur la carrière | Total sur la carrière | Total sur la carrière | 375         | 136         | 64          | 41              | 22              | 5               | 11                | 3                 | 0                 | 7          | 0          | 1          | -                              | 105                            | 26                             | 17                             | 125     | 46      | 18      | 664   | 233   | 105   |

### Buts en sélection
| Buts en sélection d'Andriy Yarmolenko | Buts en sélection d'Andriy Yarmolenko | Buts en sélection d'Andriy Yarmolenko            | Buts en sélection d'Andriy Yarmolenko | Buts en sélection d'Andriy Yarmolenko | Buts en sélection d'Andriy Yarmolenko | Buts en sélection d'Andriy Yarmolenko |
|                                       | Date                                  | Lieu                                             | Adversaire                            | Score                                 | Résultat                              | Compétition                           |
| ------------------------------------- | ------------------------------------- | ------------------------------------------------ | ------------------------------------- | ------------------------------------- | ------------------------------------- | ------------------------------------- |
| 1.                                    | 5 septembre 2009                      | Stade Dynamo Lobanovski, Kiev (Ukraine)          | Andorre                               | 1 - 0                                 | 5 - 0                                 | Éliminatoires Coupe du monde 2010     |
| 2.                                    | 14 octobre 2009                       | Estadi Comunal, Sant Julià de Lòria (Andorre)    | Andorre                               | 6 - 0                                 | 6 - 0                                 | Éliminatoires Coupe du monde 2010     |
| 3.                                    | 17 novembre 2010                      | Stade de Genève, Genève (Suisse)                 | Suisse                                | 1 - 1                                 | 2 - 2                                 | Match amical                          |
| 4.                                    | 2 septembre 2011                      | Stade Metalist, Kharkiv (Ukraine)                | Uruguay                               | 1 - 0                                 | 2 - 3                                 | Match amical                          |
| 5.                                    | 7 octobre 2011                        | Stade Metalist, Kharkiv (Ukraine)                | Bulgarie                              | 3 - 0                                 | 3 - 0                                 | Match amical                          |
| 6.                                    | 11 novembre 2011                      | Stade olympique, Kiev (Ukraine)                  | Allemagne                             | 1 - 0                                 | 3 - 3                                 | Match amical                          |
| 7.                                    | 29 février 2012                       | Stade HaMoshava, Petah Tikva (Israël)            | Israël                                | 3 - 1                                 | 3 - 2                                 | Match amical                          |
| 8.                                    | 28 mai 2012                           | Kufstein Arena, Kufstein (Autriche)              | Estonie                               | 1 - 0                                 | 4 - 0                                 | Match amical                          |
| 9.                                    | 6 février 2013                        | Stade olympique, Séville (Espagne)               | Norvège                               | 2 - 0                                 | 2 - 0                                 | Match amical                          |
| 10.                                   | 22 mars 2013                          | Stade national, Varsovie (Pologne)               | Pologne                               | 1 - 0                                 | 3 - 1                                 | Éliminatoires Coupe du monde 2014     |
| 11.                                   | 26 mars 2013                          | Stade Tchornomorets, Odessa (Ukraine)            | Moldavie                              | 1 - 0                                 | 2 - 1                                 | Éliminatoires Coupe du monde 2014     |
| 12.                                   | 11 octobre 2013                       | Stade olympique, Kiev (Ukraine)                  | Pologne                               | 1 - 0                                 | 1 - 0                                 | Éliminatoires Coupe du monde 2014     |
| 13.                                   | 15 octobre 2013                       | Stadio Olimpico, Serravalle (Saint-Marin)        | Saint-Marin                           | 5 - 0                                 | 8 - 0                                 | Éliminatoires Coupe du monde 2014     |
| 14.                                   | 15 novembre 2013                      | Stade olympique, Kiev (Ukraine)                  | France                                | 2 - 0                                 | 2 - 0                                 | Barrages Coupe du monde 2014          |
| 15.                                   | 5 mars 2014                           | Stade Antonis Papadopoulos, Larnaca (Chypre)     | États-Unis                            | 1 - 0                                 | 2 - 0                                 | Match amical                          |
| 16.                                   | 15 novembre 2014                      | Stade Josy-Barthel, Luxembourg (Luxembourg)      | Luxembourg                            | 1 - 0                                 | 3 - 0                                 | Éliminatoires Euro 2016               |
| 17.                                   | 15 novembre 2014                      | Stade Josy-Barthel, Luxembourg (Luxembourg)      | Luxembourg                            | 2 - 0                                 | 3 - 0                                 | Éliminatoires Euro 2016               |
| 18.                                   | 15 novembre 2014                      | Stade Josy-Barthel, Luxembourg (Luxembourg)      | Luxembourg                            | 3 - 0                                 | 3 - 0                                 | Éliminatoires Euro 2016               |
| 19.                                   | 31 mars 2015                          | Arena Lviv, Lviv (Ukraine)                       | Lettonie                              | 1 - 0                                 | 1 - 1                                 | Match amical                          |
| 20.                                   | 5 septembre 2015                      | Arena Lviv, Lviv (Ukraine)                       | Biélorussie                           | 2 - 0                                 | 3 - 1                                 | Éliminatoires Euro 2016               |
| 21.                                   | 14 novembre 2015                      | Arena Lviv, Lviv (Ukraine)                       | Slovénie                              | 1 - 0                                 | 2 - 0                                 | Barrages Euro 2016                    |
| 22.                                   | 17 novembre 2015                      | Stadion Stožice, Ljubljana (Slovénie)            | Slovénie                              | 1 - 1                                 | 1 - 1                                 | Barrages Euro 2016                    |
| 23.                                   | 28 mars 2016                          | Stade olympique, Kiev (Ukraine)                  | Pays de Galles                        | 1 - 0                                 | 1 - 0                                 | Match amical                          |
| 24.                                   | 29 mai 2016                           | Stade olympique de Turin, Turin (Italie)         | Roumanie                              | 4 - 1                                 | 4 - 3                                 | Match amical                          |
| 25.                                   | 3 juin 2016                           | Stadio Atleti Azzurri d'Italia, Bergame (Italie) | Albanie                               | 2 - 1                                 | 3 - 1                                 | Match amical                          |
| 26.                                   | 5 septembre 2016                      | Stade olympique, Kiev (Ukraine)                  | Islande                               | 1 - 1                                 | 1 - 1                                 | Éliminatoires Coupe du monde 2018     |
| 27.                                   | 6 octobre 2016                        | Torku Arena, Konya (Turquie)                     | Turquie                               | 1 - 0                                 | 2 - 2                                 | Éliminatoires Coupe du monde 2018     |
| 28.                                   | 9 octobre 2016                        | Stade Józef-Piłsudski, Cracovie (Pologne)        | Kosovo                                | 2 - 0                                 | 3 - 0                                 | Éliminatoires Coupe du monde 2018     |
| 29.                                   | 15 novembre 2016                      | Stade Metalist, Kharkiv (Ukraine)                | Serbie                                | 2 - 0                                 | 2 - 0                                 | Match amical                          |
| 30.                                   | 2 septembre 2017                      | Stade Metalist, Kharkiv (Ukraine)                | Turquie                               | 1 - 0                                 | 2 - 0                                 | Éliminatoires Coupe du monde 2018     |
| 31.                                   | 2 septembre 2017                      | Stade Metalist, Kharkiv (Ukraine)                | Turquie                               | 2 - 0                                 | 2 - 0                                 | Éliminatoires Coupe du monde 2018     |
| 32.                                   | 6 octobre 2017                        | Stade Loro-Boriçi, Shkodër (Albanie)             | Kosovo                                | 2 - 0                                 | 2 - 0                                 | Éliminatoires Coupe du monde 2018     |
| 33.                                   | 10 novembre 2017                      | Arena Lviv, Lviv (Ukraine)                       | Slovaquie                             | 1 - 1                                 | 2 - 1                                 | Match amical                          |
| 34.                                   | 3 juin 2018                           | Stade Camille Fournier, Évian-les-Bains (France) | Albanie                               | 2 - 0                                 | 4 - 1                                 | Match amical                          |
| 35.                                   | 3 juin 2018                           | Stade Camille Fournier, Évian-les-Bains (France) | Albanie                               | 3 - 0                                 | 4 - 1                                 | Match amical                          |
| 36.                                   | 9 septembre 2018                      | Arena Lviv, Lviv (Ukraine)                       | Slovaquie                             | 1 - 0                                 | 1 - 0                                 | Ligue des nations de l'UEFA 2018-2019 |
| 37.                                   | 14 octobre 2019                       | Stade olympique, Kiev (Ukraine)                  | Portugal                              | 2 - 0                                 | 2 - 1                                 | Éliminatoires Euro 2020               |
| 38.                                   | 3 septembre 2020                      | Arena Lviv, Lviv (Ukraine)                       | Suisse                                | 1 - 0                                 | 2 - 1                                 | Ligue des nations de l'UEFA 2020-2021 |
| 39.                                   | 7 juin 2021                           | Stade Metalist, Kharkiv (Ukraine)                | Chypre                                | 1 - 0                                 | 4 - 0                                 | Match amical                          |
| 40.                                   | 7 juin 2021                           | Stade Metalist, Kharkiv (Ukraine)                | Chypre                                | 4 - 0                                 | 4 - 0                                 | Match amical                          |
| 41.                                   | 13 juin 2021                          | Johan Cruyff Arena, Amsterdam (Pays-Bas)         | Pays-Bas                              | 1 - 2                                 | 2 - 3                                 | Euro 2020                             |
| 42.                                   | 17 juin 2021                          | Arena Națională, Bucarest (Roumanie)             | Macédoine du Nord                     | 1 - 0                                 | 2 - 1                                 | Euro 2020                             |
| 43.                                   | 9 octobre 2021                        | Stade olympique, Helsinki (Finlande)             | Finlande                              | 1 - 0                                 | 2 - 1                                 | Éliminatoires Coupe du monde 2022     |
| 44.                                   | 12 octobre 2021                       | Arena Lviv, Lviv (Ukraine)                       | Bosnie-Herzégovine                    | 1 - 0                                 | 1 - 1                                 | Éliminatoires Coupe du monde 2022     |
| 45.                                   | 1er juin 2022                         | Hampden Park, Glasgow (Écosse)                   | Écosse                                | 1 - 0                                 | 3 - 1                                 | Barrages Coupe du monde 2022          |
| 46.                                   | 12 septembre 2023                     | Stade San Siro, Milan (Italie)                   | Italie                                | 1 - 2                                 | 1 - 2                                 | Éliminatoires Euro 2024               |

NB : Les scores sont affichés sans tenir compte du sens conventionnel en cas de match à l'extérieur (Ukraine-Adversaire)

## Palmarès
- Avec le Dynamo Kiev :
  - Champion d'Ukraine en 2009, 2015 et 2016.
  - Vainqueur de la Supercoupe d'Ukraine en 2009 et 2011.
  - Vainqueur de la Coupe d'Ukraine en 2014 et 2015.
- Avec l'Ukraine
  - Vainqueur du Championnat d'Europe des moins de 19 ans 2009.
- Personnel 
  - Meilleur joueur du championnat d'Ukraine (accordé par le magazine Komanda) en 2011[20]